# Ferdinand Liebermann

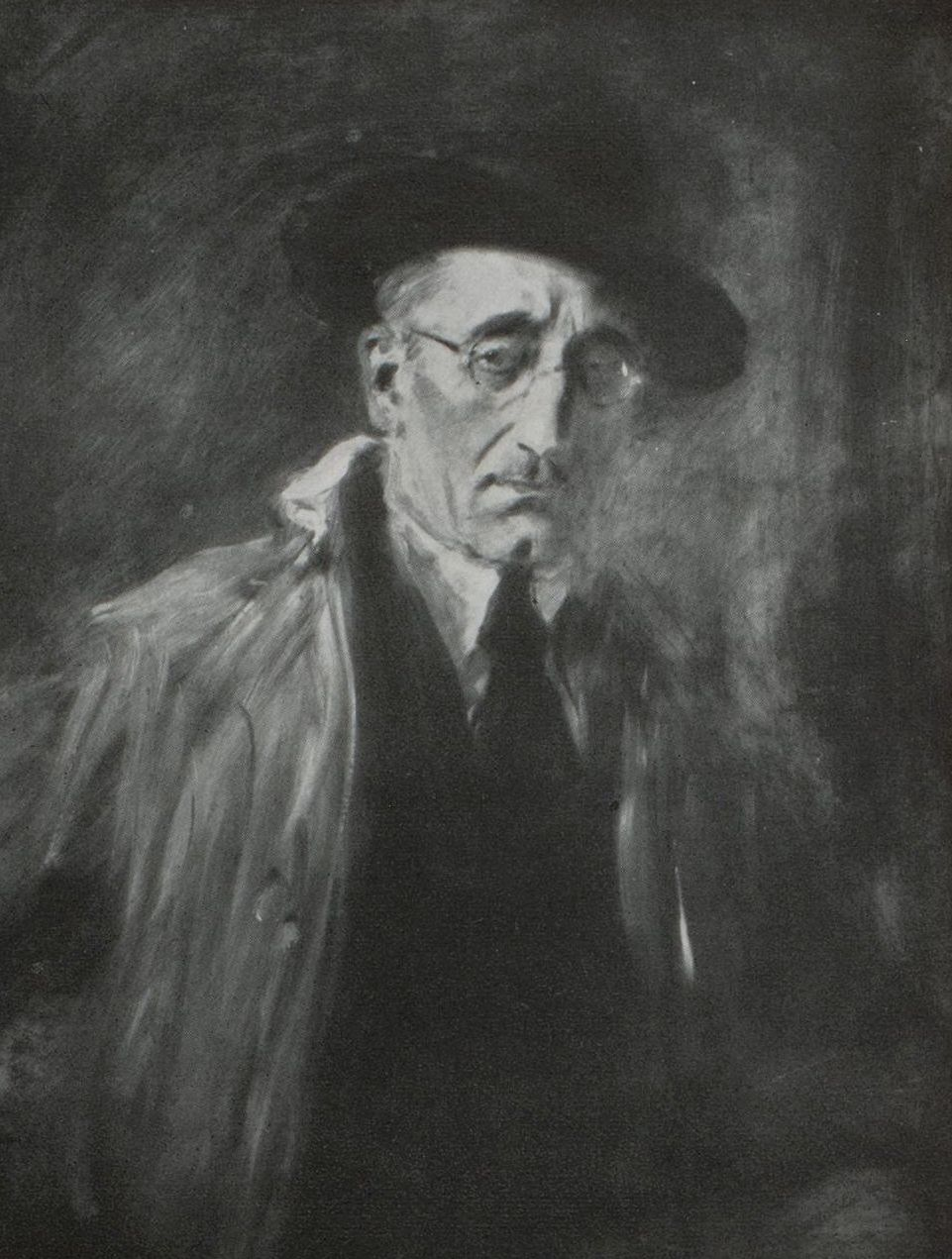
Ferdinand Liebermann, gemalt von Leo Samberger

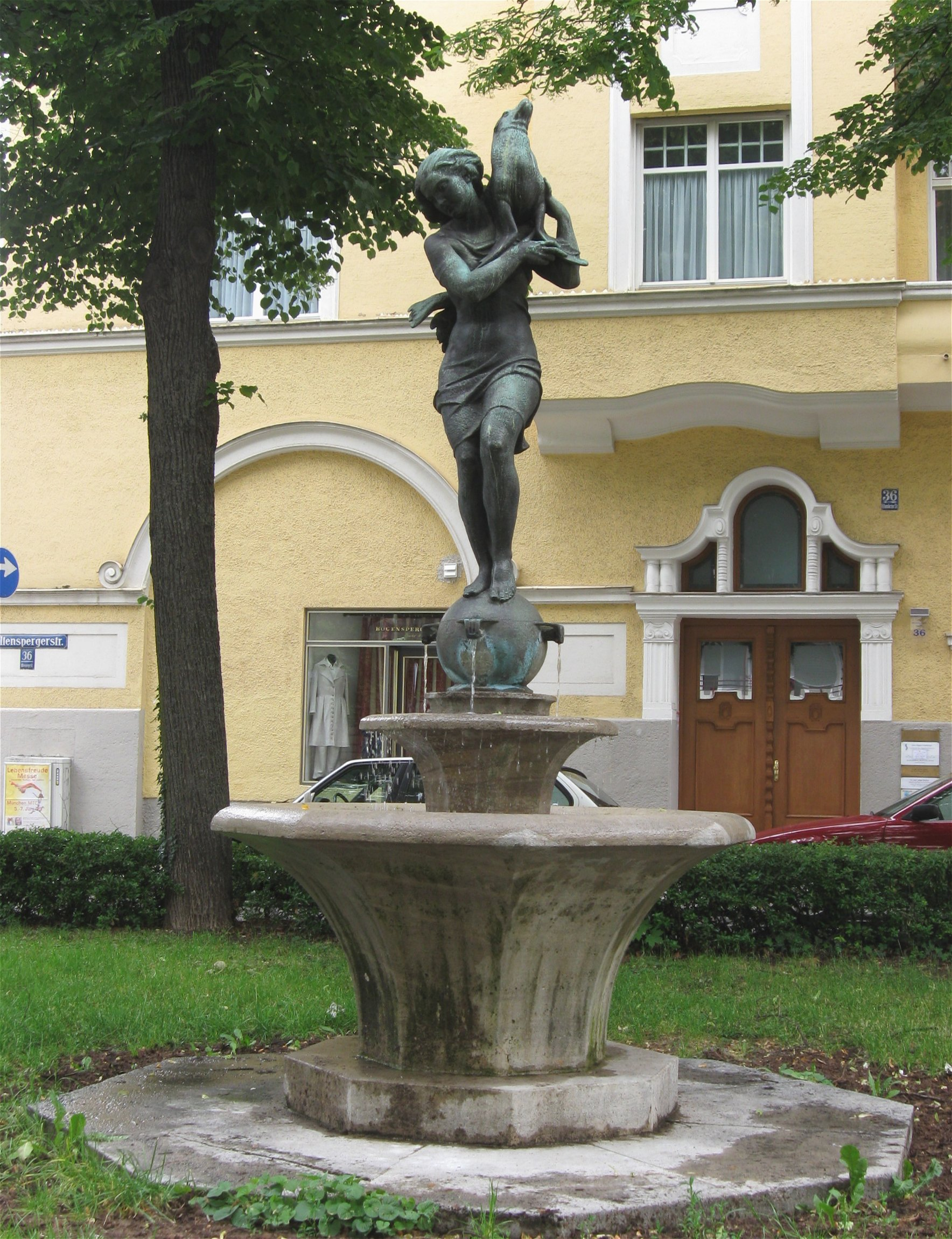
Brunnen Mädchen mit Seehund, 1930, Hiltenspergerstraße, München-Schwabing

Ferdinand Liebermann (* 15. Januar 1883 in Judenbach, Landkreis Sonneberg, Thüringen; † 28. November 1941 in München) war ein deutscher Bildhauer.

## Leben
Geboren als Sohn eines Spielwarenfabrikanten besuchte er die Industrieschule Sonneberg und erlernte bei Reinhard Möller das Modellieren. Danach absolvierte Liebermann seine künstlerische Ausbildung in München an der Königlichen Kunstgewerbeschule und der Akademie. Studienreisen nach Italien und Frankreich folgten. 1910 erhielt er für eine Kleinbronze die Große Österreichische Staatsmedaille. In weiterer Folge erhielt Liebermann eine Professur für Monumental- und Porträtplastik in München.
In der NS-Zeit erhielt er zahlreiche Staatsaufträge und stand u. a. bei Adolf Hitler in hohem Ansehen. Für die Stadt München war er als Stadtrat der „Hauptstadt der Bewegung“ Berater in Kunstfragen, er modellierte mehrere Bildnisbüsten von Hitler, darunter eine für das Münchner Rathaus. Auf den Großen Deutschen Kunstausstellungen im Münchener Haus der Deutschen Kunst war er seit 1938 mit 16 Werken vertreten, darunter eine Bronzebüste von Alfred Rosenberg, ein Hitler-Porträt sowie eine Skulptur Wille, auf der ein nackter Mann mit einer Schlange kämpft. Ferdinand Liebermann hatte auch eine Bronzebüste von Hitlers Nichte Geli Raubal gefertigt, von der Hitler mehrere Abgüsse in seinen Wohnungen aufstellen ließ.
In seinem Todesjahr 1941 arbeitete Ferdinand Liebermann an einem Freikorps-Denkmalprojekt für die Stadt München. Sein Werk umfasst weiterhin Bauplastiken, Denkmäler und Brunnen – etwa an der Hiltenspergerstraße in München-Schwabing oder in der Münchner Siedlung Neuhausen.
Für die Firma Rosenthal AG arbeitete Liebermann ab 1909 und war der wichtigste Figurenentwerfer in der Anfangszeit der Kunstabteilung des Werkes. Zu seinen bekannten Arbeiten zählen Philosophischer Disput, Kleiner Bacchant, Faunbüste Schreck und die Tempelweihe.
Sein Enkel ist der Cartoonist Erik Liebermann.

## Werke (Auswahl)
- Porträtkopf Adolf Hitler, Bronze, 1936/37[3]